# Мишел Саншез
Мишел Санчез е френски музикант и едната половина от електронното ню ейдж/уърлд дуо Дийп Форест. Роден е на 1 юли 1957 г. в малкото френско село Сомейн, разположено в департамент Нор. Детството си прекарва в родното село, където още от 4-годишна възраст започва да се занимава с музика. Родителите му го записват на уроци по музика, където от рано развива афинитет към джаз музиката. На 15 години Мишел се записва в музикалното училище в Дуе, където изучава пиано, орган и перкусии. След като завършва гимназия се мести в Париж, където учи в Музикалната академия при известния органист и композитор Ролан Фалчинели. По време на висшето си образование Санчез има възможността отблизо да се запознае с етно музиката и много бързо започва да проявява задълбочен интерес спрямо нея.
През 1980 г. Мишел се завръща в Северна Франция, където започва работа за различни звукозаписни студия. Напълно се отдава на електронната музика, която счита за много по-богата и разнообразна спрямо органовата музика, с която основно се е занимавал дотогава. Санчез започва да прави музикални опити търсещи своя собствен звук, вдъхновен от такива легендарни джаз музиканти като Майлс Дейвис, Хърби Хенкок и Ян Хамър.
В началото на 90-те Мишел се запознава с бъдещия си професионален партньор Ерик Муке. След като установяват, че споделят подобни музикални интереси двамата решават да създадат собствен музикален проект, който наричат Дийп Форест (Deep Forest). С богатото си музикално минало и значителен опит в композирането Санчез е отговорен за повечето оригинални композиции на групата, докато Муке се занимава със семплирането и миксирането. Първата песен, която Санчез създава за новия проект е смесица между синтезатор и запис от традиционна песен от Соломоновите острови. Скоро след това тази ранна композиция ще бъде подобрена и издадена като сингъла „Sweet Lullaby“, който е най-големият хит на групата.
Освен по проекта Дийп Форест Санчез се занимава със солова кариера и продуцентство. Зад гърба си има издадени четири самостоятелни албума:
- „Windows“ (1994)
- „Hieroglyphes“ (2000)
- „The Day of a Paperbird“ (2008)
- „The Touch“ (2008).